# Prosjtjalnyj potseluj
Prosjtjalnyj potseluj (Avskedskyss), ett musikalbum av Anzjelika Agurbasj, släppt 2002.

## Låtlista
1. Belaja Rus; (White Russia)
2. Nikolajevskich staja (Nikolay’s flights)
3. Ja i ty (Me And You)
4. Sumasjedsjaja lubov; (Crazy Love)
5. Medovyj mesiats (Honey Moon)
6. Tjao, Parizj (Chiao, Paris)
7. Tango (Tango)
8. Rok-n-roll (Rock’n’roll)
9. Na perrone dozjd; (Rain Is On A Platform)
10. Skripatj (Violinist)
11. Zjila ja tolko s neljubimym (I Lived Only With Unloved)
12. Strannitsa (The Wanderer)
13. Prosjtjalnyj potseluj (Farewell Kiss)